# Castianeira pictipes
Castianeira pictipes är en spindelart som beskrevs av Cândido Firmino de Mello-Leitão 1942. Castianeira pictipes ingår i släktet Castianeira och familjen flinkspindlar. Inga underarter finns listade.